# Markéta Jakšlová
Markéta Jakšlová, vdaná Markéta Plecháčová, (* 9. dubna 1985 Praha) je česká dance-pop a trance zpěvačka, původní členka hudebního dua Verona.
Skupinu Verona založila v roce 2002 s hudebním producentem Petrem Fiderem, který ji vybral na základě doporučení profesorky zpěvu na konzervatoři Lídy Nopové, u níž se připravovala na přijímací řízení. Na pražskou konzervatoř poté nenastoupila.
Hudební duo Verona vydalo v roce 2002 debutové album Náhodou a následující rok pak album Nejsi sám. V zahraničí se prosadil singl „Hey Boy“. V roce 2017 ze skupiny odešla a plně se začala věnovat svému sólovému projektu MARQET z roku 2014, který vydal své první multižánrové album ME, kombinující pop, soul, jazz, swing a D'n'b, 21. února 2017. Zpěvačka na něm spolupracovala s textařem Luďkem Fialou.
V roce 2015 se vdala za Jana Plecháče. Do manželství se narodili syn Max (nar. 2016) a dcera Ava (nar. 2019).
Nazpívala Rádiu BLANÍK několik jingelů, které se používají dodnes.